# Brzeszczyny
Brzeszczyny (dawniej:niem. Swirgauden) – osada w Polsce położona w województwie warmińsko-mazurskim, w powiecie braniewskim, w gminie Braniewo.
W latach 1975–1998 miejscowość administracyjnie należała do województwa elbląskiego. 
Wieś znajduje się w historycznym regionie Warmia.

## Historia
Pierwsza wzmianka o wsi pochodzi z 1320 r. a jej nazwa od wolnego Prusa o imieniu Swirgaude, od którego majątek otrzymał nazwę Schwyrgaden. Od XIV w. były to dobra kapituły warmińskiej. W XVI w. dobra miały 12 łanów. W 1587 r. mieszkali tu tzw. wolni płacący podatki, zamiast konnej służby wojskowej. W 1656 r. gospodarzyło tam 2 chłopów. W 1772 r. była to wieś czynszowa, a w 1820 r. wieś królewska z 7 zagrodami, zamieszkiwana przez 39 osób. Podległa pod parafię katolicką w Szalmii i urząd gminy w Braniewie. W 1871 r. we wsi było 16 budynków z 121 mieszkańcami. W 1885 r. miejscowość podlegała pod urząd stanu cywilnego w Szalmii i parafię ewangelicką w Braniewie. W 1925 r. gmina wiejska miała 128 mieszkańców. W dniu 4.03.1945 r. wieś została zdobyta przez wojska sowieckie. Polska nazwa Świergudy została nadana w dniu 1.10.1948 r. Obecna nazwa Brzeszczyny, upamiętnia Jana Brzeszczyńskiego (1873-1946), polskiego działacza oświatowego na Warmii.